# Montagnula melanorhabdos
Montagnula melanorhabdos är en svampart som först beskrevs av Franz Petrak, och fick sitt nu gällande namn av Aptroot 2006. Montagnula melanorhabdos ingår i släktet Montagnula och familjen Montagnulaceae.   Inga underarter finns listade i Catalogue of Life.